# 林賢徳
林 賢徳（はやし けんとく、1838年9月24日（天保9年8月6日） - 1914年（大正3年）6月13日）は、幕末の加賀藩士。明治時代の鉄道実業家。号は活堂。位階および勲等は従六位・勲六等。

## 経歴
加賀金沢藩士の林市之丞の長男として生まれた。維新の際、海軍を志し江戸や横浜に遊学する。
民政局出仕を経て、海軍士官兵学校教官、海軍秘書官などを歴任し、1875年（明治8年）東京市麻布区に士族のための授産施設「農学舎」を設置する。
1876年（明治9年）陸運交通の不便および私設鉄道敷設の急務を提唱し1881年（明治14年）日本鉄道会社を興した。東北本線、高崎線などを開通させ、1906年（明治39年）国有化されるまで重役を務めた。ほか、七尾鉄道取締役、岩城鉄道監査役などを歴任した。墓所は多磨霊園にある。

## 栄典
位階
- 1914年（大正3年）6月13日 - 従六位[4]